# Model de cobertura legal
El model de cobertura legal, també conegut com el model de Popper-Hempel, o la teoria de la subsumpció., és molt proper a la idea pre-teòrica que moltes persones no expertes poden tenir sobre l'explicació científica.
L'enfocament deductiu de l'explicació es remunta almenys fins Aristòtil, qui va enunciar clarament la tesi que les explicacions són arguments deductius. John Stuart Mill va desenvolupar la idea que «explicar» equival a «subsumir» allò que es desitja explicar a una generalització o llei científica. L'any 1948, Karl Hempel i Paul Oppenheim, van publicar les idees bàsiques del model de cobertura legal, tot i que Karl Popper ja n'havia esbossat abans algunes idees.
Segons aquest model, una explicació científica és un argument en el qual les premisses (lleis i dades) expliquen un fet (o una regularitat) descrit per la conclusió d'aquest argument. Una de les varietats del model de cobertura legal és el model nomològic-deductiu d'explicació, que es distingeix perquè la forma de l'argument és deductiva.
Existeixen tres models d'explicació segons el model de cobertura legal. Aquests tres models tenen en comú que presenten les explicacions científiques com a arguments en què l'enunciat que descriu allò que es desitja explicar resulta d'un raonament on les premisses estan compostes per lleis i dades. El conjunt de les premisses constitueix el explanans, i aquest explanans ha d'incloure almenys una "llei de la natura". La conclusió del raonament, que es tracta de l'explanandum, és un enunciat que descriu el fet (o la llei, segons el cas) que es vol explicar.

## Exemple
- Premisses lleis:: Llei 1, Llei 2, Llei 3, ... (Descriuen regularitats del comportament de la natura)
- Premisses dades: Dada 1, Dada 2, Dada 3 ... (Descriuen les condicions de contorn del fet)
- Conclusió. Dada que descriu el fet a explicar

Hi ha tres varietats d'explicacions per cobertura legal: nomológico-deductives, estadístico-deductives i estadístico-inductives. En el primer, les lleis del explanandum són universals, mentre que en el segon aquestes lleis són estadístiques. Les explicacions estadístic-inductives, que presenten lleis estadístiques en l'explanans, es caracteritza pel fet que la seva estructura argumental és inductiva. Com a conseqüència de la seva estructura lògica deductiva, les conclusions de les explicacions nomològic deductives i estadístic deductives s'obtenen amb certesa (lògica, no científica), mentre que les pròpies de les explicacions estadístic-inductives s'obtenen amb certa probabilitat, que Hempel requereix sigui "elevada".